# 集成材

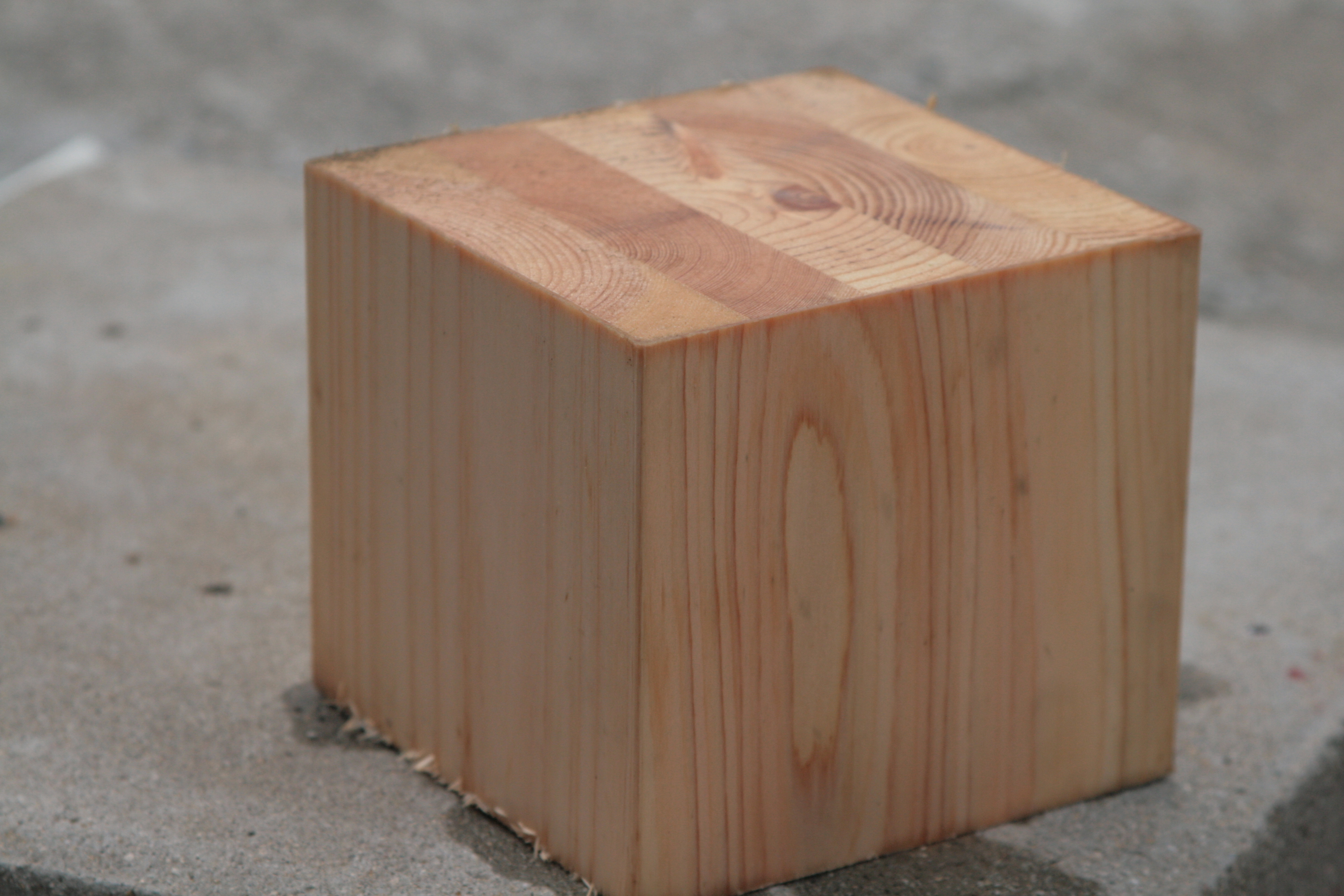
周囲を突板で覆われて、一見無垢材のように見えるように装飾された集成材

集成材（しゅうせいざい、Laminated wood）とは、断面寸法の小さい木材（板材、Laminar、ラミナ）を接着剤で再構成して作られる木質材料である。構造用と造作用に分類され、主に建材やテーブルの天板などの家具素材として用いられる。強度や耐水性について厳格な規格、検査基準のもとで品質管理される構造用のものと、家具や内装などに使う造作用（強度に関する規格はない）とでは、一見した見た目が似ていても工学的な特性は異なる。
近年、大断面集成材が学校建築物などの大型公共施設の梁などに用いられるようになった。また、木質構造では従来困難とされていた曲線部材・大スパン架構などが実現可能となり、木質ドームなどが造られるようになった。

## 歴史
集成材の製造と利用は、1930年代のアメリカで始まる。初期の集成材はカゼインを接着剤としたもので、当時の集成材を利用した建築物は2010年代でもウィスコンシン州の図書館などに残っている。日本では1950年代、ユリア樹脂を接着剤とした集成材を三井木材が利用をし始めたもの。既に完成後50年 - 70年経た建築物も存在する。

## 製造工程

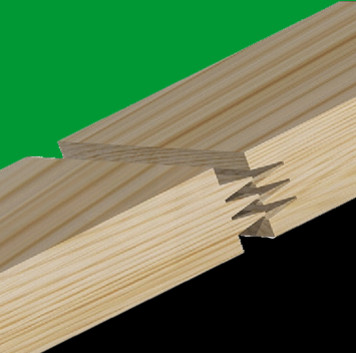
フィンガージョイント（たて継ぎ）

1. 断面寸法の小さい木材（ラミナ）を人工的に乾燥する。
2. ラミナ同士をフィンガージョイントと呼ばれる接合方法で縦方向につなぐ。フィンガージョイントの形状は、構造用では接着剤が最も効果的に作用するように、造作用では見た目の美しさを損なわないように配慮されている。またフィンガー部分を削りだすカッターや、接着剤、接着技術は、より小さいフィンガーでも従来と同等な接合強度が得られるよう、年々改良が進められており、木造一般住宅の集成材で8ミリ、家具用の集成材では4ミリメートル程度まで短くなっている。フィンガー部の小型化は、おがくずとして捨てられる材の減量、および切削に必要な電力の節約というメリットがある（木材にかぎらず一般原則として、切削加工に投入されたエネルギーの大部分は、切りくずの熱エネルギーとして捨てられる。当然、削りくずになる部分は少ないほうが、エネルギーのロスは少ない）。
3. 縦方向に接合されたラミナの広い面に接着剤を塗布する。接着剤が塗布されたラミナを何枚か重ね、あるいは横に並べ、圧力を掛けて貼り合せる。

構造用集成材の製造においては、集成、接着される前にグレーディングマシンと呼ばれる装置を用い、ヤング率によるラミナの等級区分が行われる。また、フィンガージョイント接合により縦継ぎされたラミナは、プルーフローダ（保証荷重試験機）と呼ばれる装置を用いた試験を行い、強度の低いものは排除される。ヤング率の高いラミナは「異等級対称構成」の場合、集成材の外層に使われる。
なお、フィンガージョイントが普及する以前には、縦継ぎをする材どうしを斜めにそぎ落として接着面積を増やしたスカーフジョイントが用いられていたが、フィンガージョイントと比較した場合、捨てられる材の量が多く、また接着時の圧締に手間がかかるので、現在、構造用集成材でスカーフジョイントが使われることはない。スカーフジョイントは、家具などで曲線の部分（例えば、椅子の足）を作るために使われることはあるが、これは集成材という汎用の素材を作るというわけではなく、最終製品として曲線や曲面を得るための意匠的な木材加工の例と見るべきである。なお、大型の木造建築物に使われる湾曲集成材は汎用品ではなく、個々の建築物のデザインに応じたオーダーメードの製品であり、その形状に応じてラミナを斜めに削る場合もあるが、縦継ぎ部はフィンガージョイントである。

### 構造用集成材と造作用集成材、構造用集成板の違い
構造用集成材はグルード・ラミネイテッド・ウッドもしくはグルーラムとも呼ばれラミナを積層するが、造作用集成材は小角材（ひき板）を一方向に並べた幅はぎ接着で作られる。そのためエッジ・ジョインテッド・ウッドとも呼ばれる。いずれも木材の積層方向は平行であり、繊維を直交して3層以上に積層した構造用集成板（クロス・ラミネーティッド・ティンバー）とは異なっている。

## 特徴

### メリット
- 構造用のものについては、生産工程においてラミナを強度などによって選別し適正に配分することによって、もとの木材よりも強度のばらつきを小さくすることができる。そのため設計強度を大きく取ることができる。また規格品であるため数学的に構造強度を算定することが出来る。
- 通常の木材では得られない大きな断面のもの、湾曲した形状のものを作ることができる。
- スギなどの間伐材や歪みの出やすいカラマツ、ゴムの木などを有効に活用できる。
- 製造段階でラミナを乾燥させているので、施工後の木材の乾燥による変形・割れ等の狂いが生じにくい。木材の寸法を安定させるには適切に乾燥させておく必要があるが、乾燥に必要な期間は木材の大きさによって大きく変化する。大きな原木を小さなラミナにすることによって、短期間で乾燥させることができる。
- 大きな断面の木材を作る際、普通の製材は大径木を使う必要があるが、集成材は小径木を接着することにより作る。そのため、比較的伐採期間が短い管理された人工林の木を有効に活用できるため、地球の「生態系の保全」と言う点で、他の条件が同じであれば、普通の製材に比べて環境に優しいとする。
- 内装、家具用の製品においては、色合いの異なる素材を積極的に配列するなどして単一の素材では得られない装飾的に美しいものを作ることができる。
- 接着剤に防腐剤などを混ぜることによって、シロアリや木材腐朽菌への耐性を向上させることができる。

### デメリット

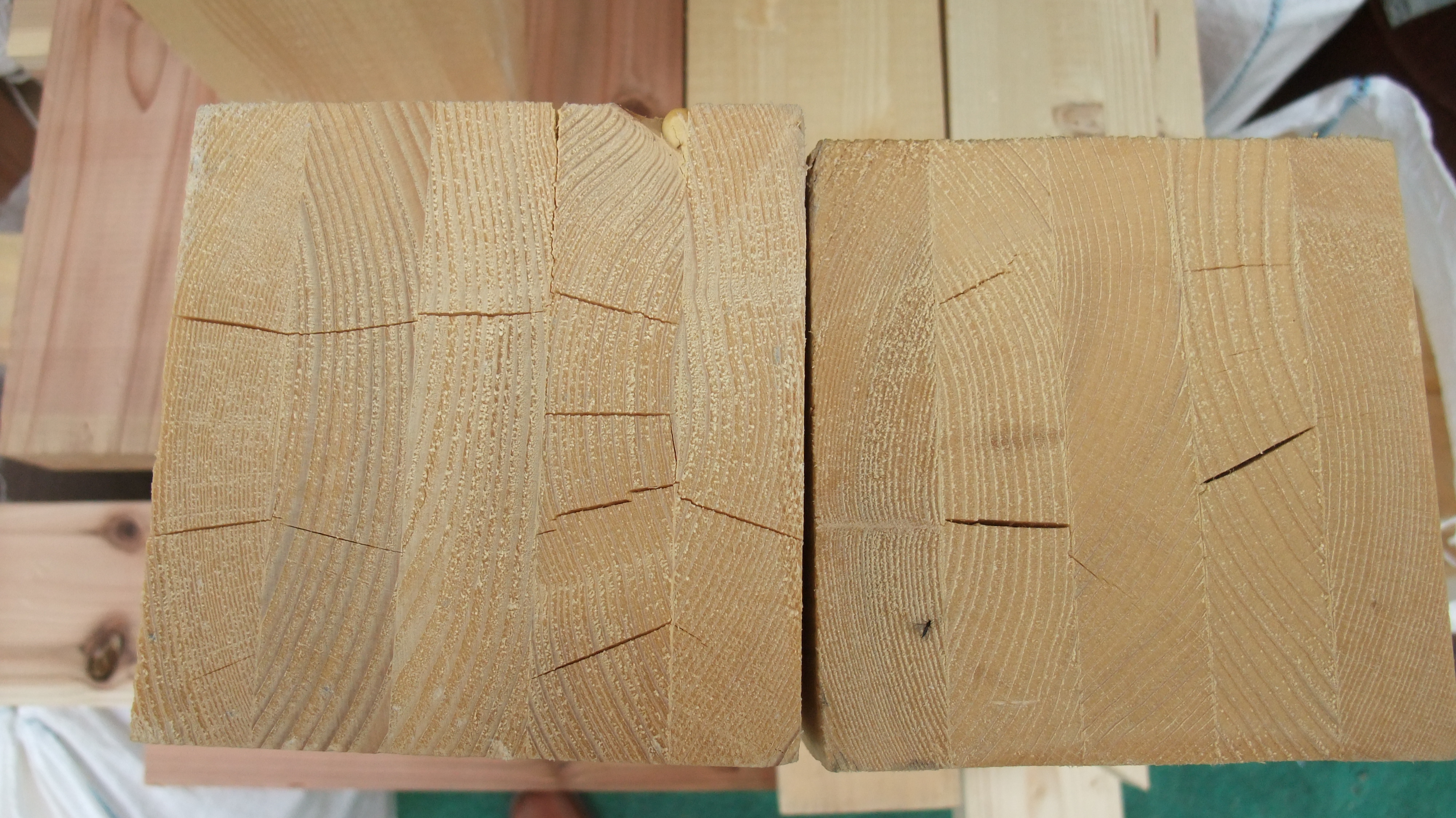
乾燥によって、細かく割れてしまった集成材

- 手間がかかる分だけ、無垢の木材よりもコスト高である。接着時に加熱されるので製造時に多くのエネルギーが消費される。また材料の木材も、何でも良いというものではなく、最終用途に応じて選別は必要であり、無条件に「使われなかった木材が利用されるから環境に優しい」ということはない。
- 技術的に未熟な製品では接着面が剥離し、隙間ができる場合がある。
- 内装や家具用のものには、接着剤として透明で見た目を損なわないユリア樹脂が多用されてきたが、これは硬化剤として使われるホルムアルデヒドを放散するためシックハウスの原因となる。ホルムアルデヒドを吸着するキャッチャー材も配合されているが、効果は完全ではない。近年は、ホルムアルデヒドと無縁な接着剤に代替されつつあるがやや高価である。一方、構造用集成材でもっぱら用いられる耐水性のあるフェノール樹脂もホルムアルデヒドを使用するが、こちらは化学的に安定な状態で保持されるのでホルムアルデヒドの放出は少ない。しかし濃い褐色の接着剤なので見た目は悪い。
- 大きく歪んだり、大きく割れたりすることはないが、乾燥による木材ストレスが開放されないため、細かく割れる傾向がある。内部で細かく割れるため、断面を見ないとそれが確認できない。

## ハイブリッド集成材
木目が美しいアメリカ合衆国産のベイマツに、強度の高い日本産のスギを貼り合わせるなどした異樹種集成材をハイブリッド集成材という。粘りのあるベイマツを上下に配し、その間に国産杉を挟む構造になっている。
材料を国産材に限って集成材を作る場合でも、原木を鋸挽きして乾燥させた時ラミナを得た時点で、個々のラミナに対してラング率の計測などに基づく推定強度ごとに等級分けし、曲げ応力のかかる外側に丈夫なものを配置、内側には軽軟なものを用いるというような工夫は、一般的になされており、とくに大断面積集成材の場合には必須である。応力のあまりかからない部分にまで強度のあるラミナを使用した場合、単に原木からの歩留まりが落ちて不経済になるというだけではなく、できあがった集成材が重くなる。梁材として作る場合、通常は上下対称に強度を分布させるが、湾曲集成材など、斜めに力がかかることが建築物の設計段階で分かっている場合には、力の向きに応じて非対称の構成をとることもある。
なお、強度の計測で構造用集成材には不適と判断された材は、造作用など別の用途に転用される。

## 幅ハギ集成パネル

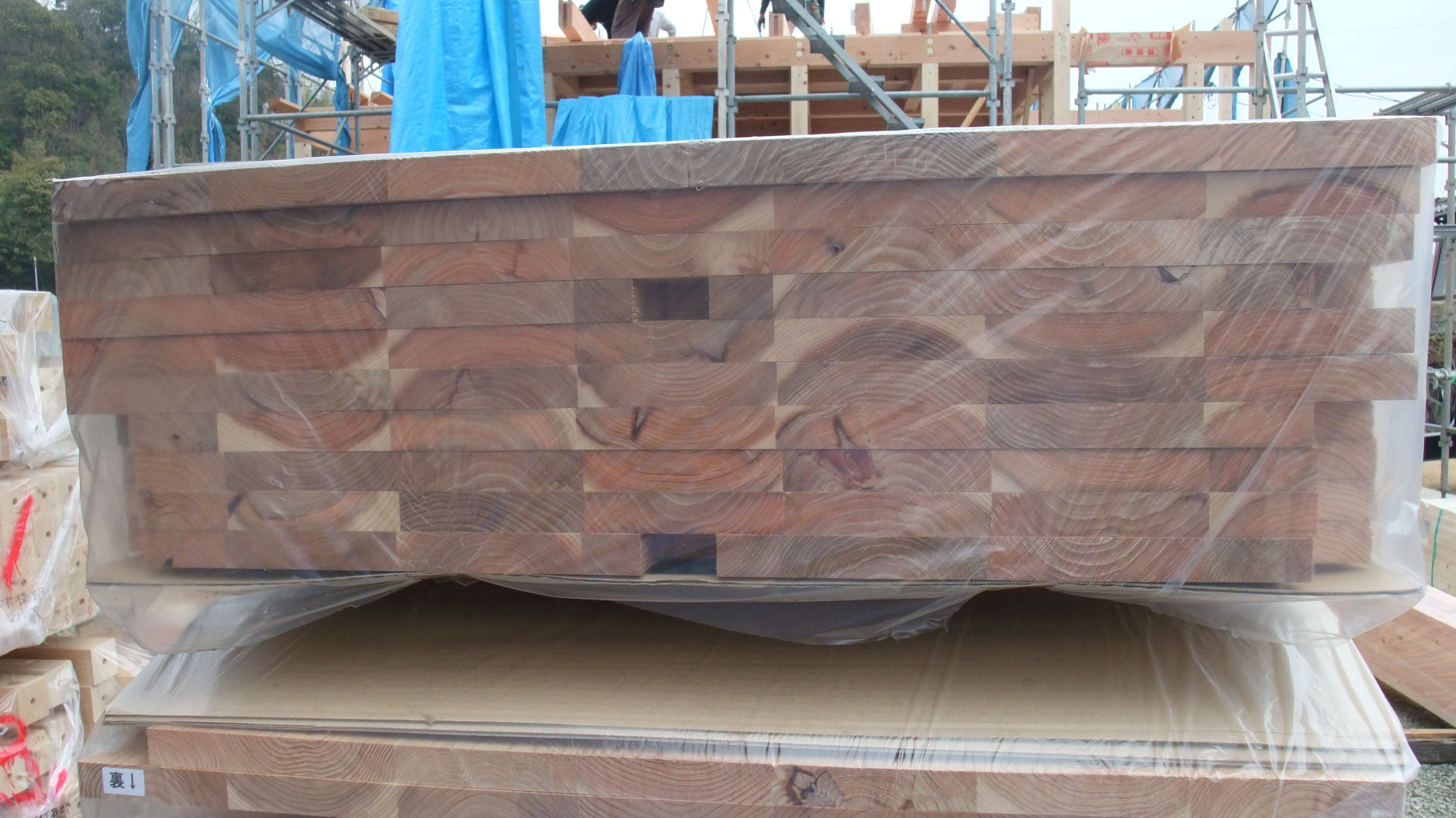
幅ハギ集成パネルの1種である、トライウッドパネル

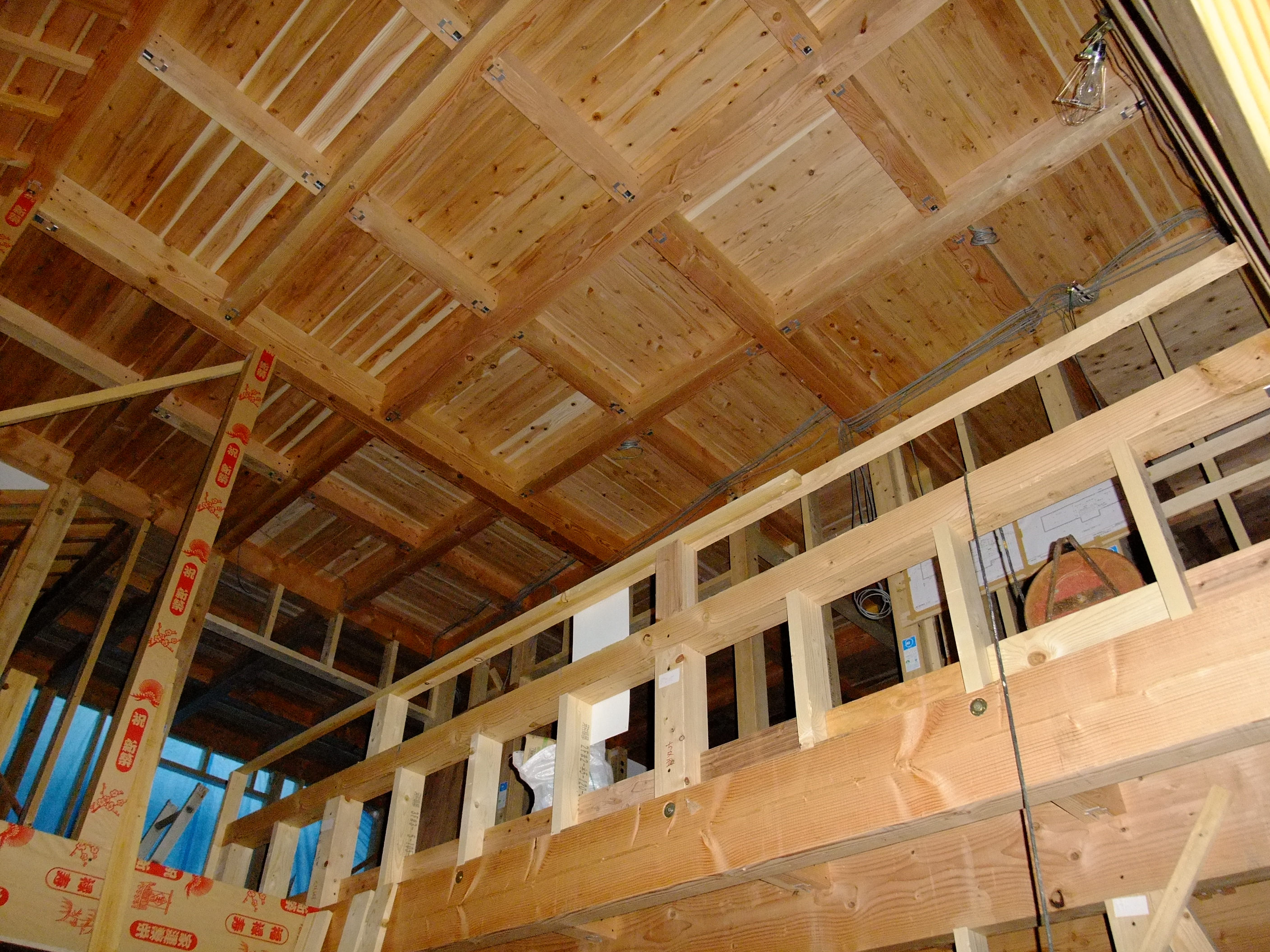
施工されたトライウッドパネル

Solid Edged-glued Panel。数センチの棒状〜板状の無垢材を、横方向のみに接着することでパネル形状にしたものである。特に、材料にパイン（松）やタモ、カリン、オークなどを使用したものは、その意匠性の良さからテーブルや家具等に多用される。パネルの垂直方向には接着剤の層が存在せず、無垢材と同じ透湿性・調湿性が得られる。杉を使ったものは床や天井に、構造用合板の代わりに使用できるが、サブロクサイズで1万円前後と非常に高価である。

## 日本農林規格（JAS）における「集成材」
日本農林規格（JAS）では、「集成材」を「ひき板又は小角材等をその繊維方向を互いにほぼ平行にして、厚さ、幅及び長さの方向に集成接着を施した一般材」と定義し、製造条件や試験方法を規定している。
- 集成材の日本農林規格 - 化粧用、主に美観を表すものを扱う
  - 造作用集成材
  - 化粧ばり造作用集成材
  - 化粧ばり構造用集成柱
- 構造用集成材の日本農林規格 - 主に構造物の耐力要素とする目的のもので、比較的大断面のものを扱う
- 英語では、日本で言うところの集成材はグルーラム（グルード・ラミネーティド・ティンバー）つまり接着されたラミナ材と呼ばれる。集成材、OSB、パーティクルボード、LVL、Iジョイストなどを全て含め、製造過程において強度や耐水性などを管理して製造されたものを英語ではエンジニアードウッドあるいはエンジニアリングウッド、と呼んでいる。「エンジニアード」に対応する定着した日本語はまだないが、単なる工業生産物という意味ではなく、木材の持つ欠点や弱点を工学的な手法で改善し、所定の規格に基づいて品質保証されていることが求められる。通常の木材であっても、強度検査をして品質保証したものはエンジニアードウッドに含めてよいし、また、構造用集成材は定義上エンジニアードウッドの一種であるが、集成材すべてがエンジニアードウッドというわけではない。

### 木材関連
- 配向性ストランドボード
- パーティクルボード
- ファイバーボード
  - 中密度繊維板
  - メゾナイト
- 集成材
  - 単板積層材（LVL）、パララム（英語版）
  - クロス・ラミネーティッド・ティンバー